# Marie Fredriksson
Marie Fredriksson (audioⓘ; n. Gun-Marie Fredriksson; n. 30 mai 1958, Össjö⁠(d), Comuna Ängelholm, Kristianstads län⁠(d), Suedia – d. 9 decembrie 2019, Djursholm, comitatul Stockholm, Suedia) a fost o cântăreață, cantautoare și pianistă suedeză de muzică pop, cunoscută mai ales datorită evoluției sale în formația pop rock Roxette, pe care a fondat-o împreună cu Per Gessle în anul 1986. Formația Roxette a câștigat faima internațională la sfârșitul anilor 1980 - începutul anilor 1990 cu un total de șase hituri în top 10 din Statele Unite, cum ar fi „It Must Have Been Love”, „Listen to Your Heart”, „The Look”, „Joyride” și „Dangerous”.

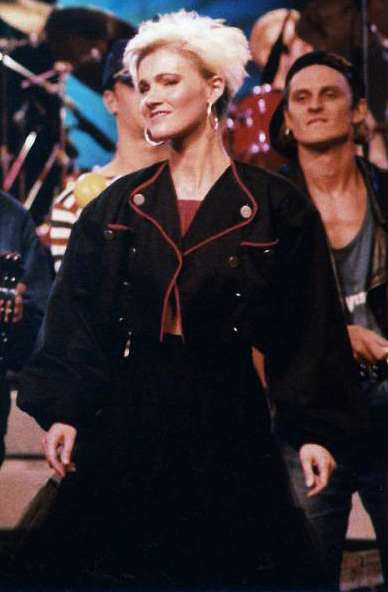
Marie Fredriksson în 1987

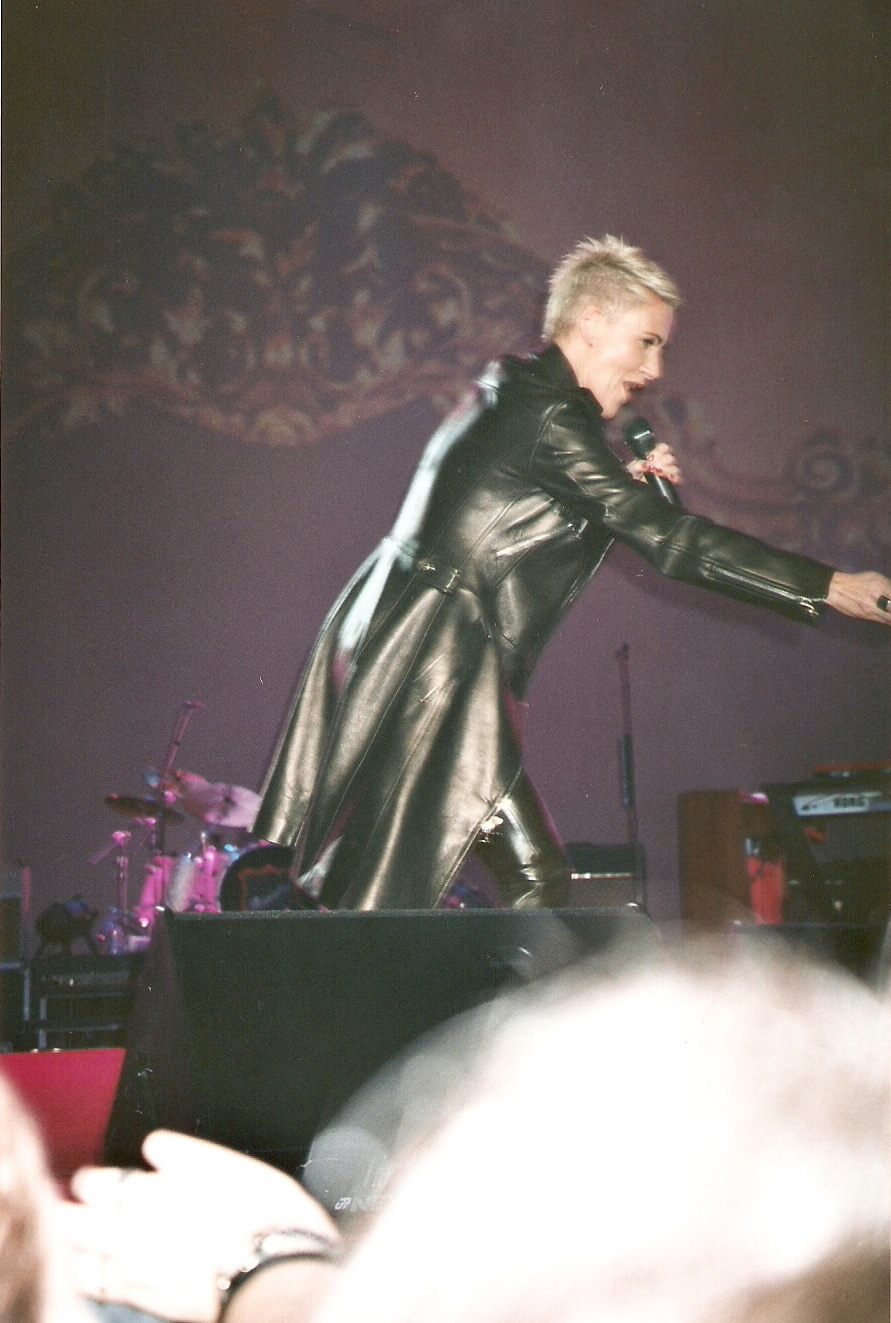
Marie Fredriksson evoluând cu Roxette în 2001

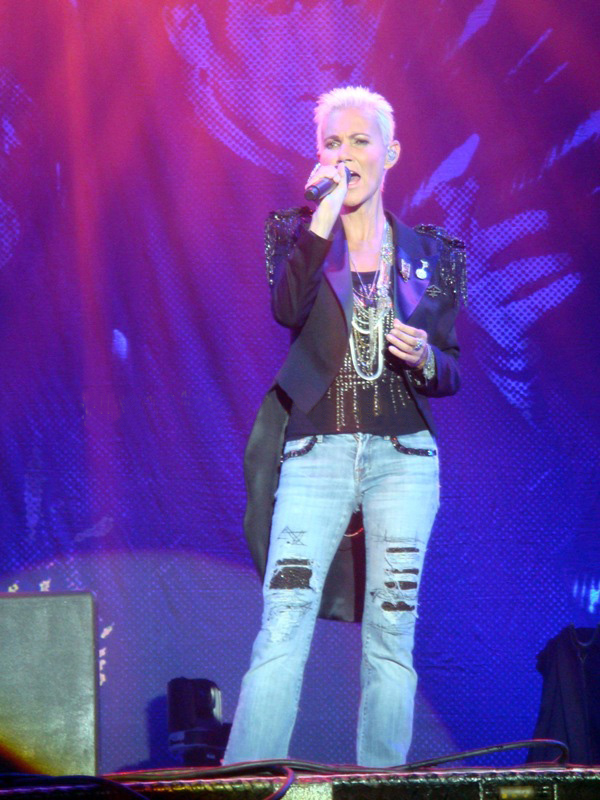
Marie Fredriksson (Halmstad, 14 august 2010)

## Discografie
Aceasta e lista lansărilor Mariei Fredriksson.

### Albume
| An   | Album                       | Poziții în topuri | Poziții în topuri | Certificări |
| An   | Album                       | SWE               | NOR               | Certificări |
| ---- | --------------------------- | ----------------- | ----------------- | ----------- |
| 1984 | Het vind                    | 20                | –                 |             |
| 1985 | Den sjunde vågen            | 6                 | –                 |             |
| 1987 | Efter stormen               | 1                 | –                 |             |
| 1992 | Den ständiga resan          | 1                 | 17                |             |
| 1996 | I en tid som vår            | 2                 | –                 |             |
| 2004 | The Change                  | 1                 | –                 |             |
| 2006 | Min bäste vän (cover songs) | 3                 | –                 |             |
| 2013 | Nu!                         | 6                 | –                 |             |

Albume compilație
| An   | Album                                         | Poziții în topuri | Poziții în topuri | Certificări |
| An   | Album                                         | SWE               | NOR               | Certificări |
| ---- | --------------------------------------------- | ----------------- | ----------------- | ----------- |
| 2000 | Äntligen – Marie Fredrikssons bästa 1984–2000 | 1                 | 6                 |             |
| 2002 | Kärlekens guld (6-CD Box)                     | –                 | –                 |             |
| 2007 | Tid för tystnad – Marie Fredrikssons ballader | 32                | –                 |             |

Joint albums
| An   | Album                                                                      | Poziții în topuri | Poziții în topuri | Certificări |
| An   | Album                                                                      | SWE               | NOR               | Certificări |
| ---- | -------------------------------------------------------------------------- | ----------------- | ----------------- | ----------- |
| 2007 | A Family Affair (Mikael Bolyos featuring Marie Fredriksson & Mats Ronander | –                 | –                 |             |

### Single-uri
| An   | Single                                                       | Poziții | Album |
| An   | Single                                                       | SWE     | Album |
| ---- | ------------------------------------------------------------ | ------- | ----- |
| 1984 | "Ännu doftar kärlek"                                         | 18      |       |
| 1984 | "Het vind"                                                   | –       |       |
| 1985 | "Den bästa dagen"                                            | –       |       |
| 1986 | "Silver i din hand"                                          | –       |       |
| 1987 | "Efter stormen"                                              | 7       |       |
| 1989 | "Sparvöga"                                                   | 6       |       |
| 1992 | "Så länge det lyser mittemot"                                | –       |       |
| 1992 | "Mellan sommar och höst"                                     | –       |       |
| 1996 | "Tro"                                                        | 8       |       |
| 1996 | "I en tid som vår"                                           | –       |       |
| 1997 | "Alla mina bästa år" (Frida & Marie Fredriksson)             | 54      |       |
| 1997 | "Ber bara en gång"                                           | –       |       |
| 2000 | "Äntligen"                                                   | 34      |       |
| 2000 | "Det som var nu" (with Patrik Isaksson)                      | 59      |       |
| 2004 | "2nd Chance"                                                 | 8       |       |
| 2004 | "All About You"                                              | –       |       |
| 2005 | "A Table in the Sun"                                         | –       |       |
| 2006 | "Sommaräng"                                                  | 21      |       |
| 2006 | "Ingen kommer undan politiken"                               | –       |       |
| 2007 | "Ordet är farväl"                                            | 21      |       |
| 2008 | "Där du andas"                                               | 1       |       |
| 2009 | "Where Your Love Lives" (English version for "Där du andas") | –       |       |
| 2013 | "Kom vila hos mig"                                           | –       | Nu!   |